# Francesc de Montpalau i de Solanell
Francesc de Montpalau i de Solanell (Castell d'Argelaguer, 27 de gener de 1600 – Sant Miquel de Cuixà, 4 de maig de 1674) va ser un abat benedictí i ambaixador de la Generalitat.
Fill de Gaspar de Montpalau-Alemany, senyor d’Argelaguer, i Helena de Solanell.
Va iniciar la seva carrera eclesiàstica a Santa Maria de Ripoll, on va exercir de síndic en el Capítol General de 1636, i sagristà. En els prolegòmens de la Guerra dels Segadors (1639), forma part dels ambaixadors de la Generalitat que es queixen al virrei d’algunes contrafaccions contra les constitucions de Catalunya.
El febrer de 1642 és enviat a París per procurar que es fessin nomenaments per a les abadies vacants de Sant Cugat del Vallès, Camprodon i Banyoles. Per ordre de Lluís XIII, ell mateix és escollit com a màxima autoritat del monestir de la capital del Pla de l’Estany. També du a terme missions diplomàtiques a París per revocar el nomenament de Pere Pont com abat de Sant Pere de Rodes, així com a Roma per aconseguir que fossin expedides les butlles vaticanes pels càrrecs eclesiàstics de Catalunya (1644).
Arran de la pèrdua de Lleida i l'intent infructuós de recuperar Tarragona, és nomenat ambaixador de la Diputació del General a París, on resideix entre 1644 i 1645. A la capital francesa, assoleix el nomenament de comte d’Harcourt com a virrei de Catalunya i l’enviament de més soldats i recursos econòmics a Catalunya.
Entre 1645 i 1647 viu a cavall de Barcelona i Banyoles, i realitza missions concretes a París. Durant aquest bienni, advoca per l'alliberament de Philippe de La Mothe, virrei de Catalunya entre 1642 i 1645. Arran de l'empitjorament de la convivència entre la població catalana i l'exèrcit francès, la Diputació de General torna a enviar-lo a París com a ambaixador (1649). Un any més tard, és substituït per Magí Sivillà en aquest càrrec.
El 1654 Lluís XIV de França va intentar -sense èxit- que fos nomenat bisbe de Girona.
La firma del Tractat dels Pirineus obligà Francesc de Montpalau a exiliar-se a Sant Miquel de Cuixà, on havia estat escollit com a abat electe el 1648, i on moriria el 4 de maig de 1674. Les seves despulles van ser traslladades al monestir de Sant Esteve de Banyoles.